# Erlend Øye
Erlend Øye (født 21. november 1975) er en norsk musiker fra Bergen. Han er bedst kendt som den ene halvdel af duoen Kings of Convenience. Han udgav i 2003 soloalbummet Unrest, og i 2014 Legao. 
I midten af 1990'erne dannede han med nogle venner gruppen Skog. Han flyttede efterfølgende til London hvor han spillede med Peachfuzz i 1997. Da han vendte tilbage til Bergen på ferie dannede han med Eirik Glambek Bøe Kings of Convenience. Debutalbummet Quiet is the New Loud udkom i 2001. 
Erlend Øye har rejst rundt som DJ og udgav i 2004 en mix CD i DJ-Kicks serien. 
Øyes seneste projekt er bandet The Whitest Boy Alive hvor Erlend synger og spiller guitar. The Whitest Boy Alive udgav d. 24. maj 2006 singlen "Burning". Debutalbummet Dreams udkom d. 21. juni 2006 på deres pladeselskab Bubbles. Det seneste album Rules udkom i 2009.